# Sinfonia n. 3 (Borodin)
La Sinfonia n. 3, in la minore di Aleksandr Porfir'evič Borodin fu composta tra il 1886 ed il 1887. Essa però non fu portata a termine nella forma in quattro movimenti dal compositore. Gli unici due movimenti, la cui composizione era stata iniziata da Borodin, furono poi completati ed orchestrati da Aleksandr Glazunov.

## Storia della composizione
Borodin decise di utilizzare come secondo movimento per la sua terza sinfonia uno scherzo che originariamente aveva composto per quartetto d'archi nel 1882. Per il trio dello stesso movimento Glazunov utilizzò musica che Borodin aveva scritto per il primo atto della sua opera Il principe Igor', ma che poi aveva scartato. Il primo movimento fu interamente ricostruito da Glazunov, grazie alla sua memoria eccezionale, sulla base delle bozze del compositore; anch'esso in origine era stato pensato come un pezzo per quartetto d'archi.